# Чэнь Дэцюань
Чэнь Дэцюа́нь (кит. упр. 陈德全, пиньинь Chen Dequan, род.30 августа 1995 года в Фушуне провинции Ляонин) — китайский шорт-трекист, двукратный призёр Олимпийских игр 2014 и Олимпийских игр 2018 годов. Чемпион мира 2015 года.

## Биография
Чэнь Дэцюань начал тренироваться на роликовых коньках с Лян Вэньхао и Хань Тяньюй в возрасте 6 лет и завоевал много медалей среди любителей. В 2006 году он отправился в город Чанчунь провинции Цзилинь, чтобы начать подготовку по шорт-треку. Он был выбран в команду Цзилиня по шорт-треку в 2009 году. В ноябре 2010 года на 4-м этапе Национальной лиги по шорт-треку сезона 2010/11 годов он выиграл юношеский чемпионат по гонкам преследования на 13 кругов, выступая за команду провинции Цзилинь. 
16 сентября 2011 года в финале на 1500 м на этапе Национальной лиги в Чанчуне Дэцюань занял 3-е место со временем 2:21,493 сек и официально стал членом национальной сборной. В январе 2012 года на 12-х Национальных зимних играх, проходивших в Чанчуне, в гонке преследования на 7 кругов, Чэнь из команды Сунъюань занял 2-е место. В феврале 2012 года на чемпионате мира среди юниоров в Мельбурне выиграл серебряные медали в беге на 1000 м и в эстафете.
В марте 2012 года на чемпионате мира в Шанхае поднялся на 11-е место в личном зачёте многоборья. В сезоне 2012/13 на Кубке мира в Монреале занял 2-е место в эстафете, а в Нагое стал 3-м. В феврале 2013 года на юниорском чемпионате мира в Варшаве занял в общем зачёте многоборья 5-е место.
В 2014 году Чэнь Дэцюань, впервые участвовавший в зимних Олимпийских играх в Сочи пробился в финал на 1500 м и занял 5-е место, позже стал бронзовым призёром в эстафете. На чемпионате мира в Монреале с командой занял 7-е место в эстафете. В 2014 году Государственное управление спорта присвоило ему звание “Спортсмен международного уровня.
В декабре на Кубке мира в Сеуле он выиграл впервые серебряную медаль в беге на 1500 м и бронзовую в эстафете. В феврале 2015 года в Дрездене выиграл две бронзы в беге на 1500 м и в эстафете, а на 6-м этапе в Эрзуруме вновь поднялся на 2-е место в беге на 1500 м и победил в эстафете. В общем зачёте Кубка мира в сезоне 2014/15 годов он занял 2-е место в беге на 1500 м. В марте на чемпионате мира в Москве вместе с партнёрами выиграл золотую медаль в эстафетной гонке.
В 2015 году травма талии не позволила ему продолжать сезон и он был возвращен в местную команду. После почти года реабилитации его соревновательное состояние восстановилось в 2016 году. В октябре 2017 года он выиграл в беге на 1500 м в Национальном лиге и принял участие на Кубке мира в Шанхае, где занял 4-е место в беге на 1000 м и 3-е место в беге на 1500 м. В конце декабря 2017 года Чэнь Дэцюань выиграл чемпионат по многоборью на национальном отборочном чемпионате в олимпийскую сборную.
В феврале 2018 года на зимних Олимпийских играх в Пхёнчхане он участвовал только в эстафете и помог команде завоевать серебряную медаль. В апреле 2018 года Чэнь Дэцюань был награжден народным правительством провинции Цзилинь за заслуги первого класса. В январе 2021 года он в составе команды Ледового центра провинции Цзилинь выиграл бронзовую медаль в эстафете на Национальном чемпионате среди команд.